# Пуэрто-Коломбия (Гуайния)
Пуэрто-Коломбия (исп. Puerto Colombia) — небольшой город и муниципалитет на востоке Колумбии, на территории департамента Гуайния.

## Географическое положение

Муниципалитет Пуэрто-Коломбия

Город расположен в восточной части департамента, в пределах Амазонского природно-территориального комплекса, на правом берегу реки Риу-Негру, вблизи государственной границы с Венесуэлой, на расстоянии приблизительно 132 километров к юго-востоку от города Инириды, административного центра департамента. Абсолютная высота — 86 метров над уровнем моря.
Муниципалитет Пуэрто-Коломбия граничит на северо-востоке с территорией муниципалитета Какауаль, на севере и северо-западе — с муниципалитетом Инирида, на западе — с муниципалитетом Моричаль-Нуэво, на юго-западе — с муниципалитетом Пана-Пана, на юго-востоке — с муниципалитетом Сан-Фелипе, на юге — с территорией Бразилии, на востоке — с территорией Венесуэлы. Площадь муниципалитета составляет 15 664 км².

## Население
По данным Национального административного департамента статистики Колумбии, совокупная численность населения города и муниципалитета в 2015 году составляла 4736 человек.
Динамика численности населения муниципалитета по годам:
| 2005 | 2006 | 2007 | 2008 | 2009 | 2010 | 2011 | 2012 | 2013 | 2014 | 2015 |
| ---- | ---- | ---- | ---- | ---- | ---- | ---- | ---- | ---- | ---- | ---- |
| 3753 | 3851 | 3949 | 4047 | 4145 | 4244 | 4342 | 4440 | 4538 | 4637 | 4736 |

Согласно данным переписи 2005 года мужчины составляли 53,1 % от населения Пуэрто-Коломбии, женщины — соответственно 46,9 %. В расовом отношении индейцы составляли 99,2 % от населения города; белые и метисы — 0,8 %.
Уровень грамотности среди всего населения составлял 69 %.